# トネ・コーケン
トネ・コーケンは、日本のライトノベル作家。

## 略歴
2014年より、「小説家になろう」にてオンライン小説の投稿を始める。
2016年3月、「カクヨム」にて『スーパーカブ』の第1話を投稿。2017年5月、同作品が角川スニーカー文庫より書籍として刊行され、プロデビュー。同作品は同年9月にWebコミックサイト「コミックNewtype」にて漫画化、さらに2021年4月にアニメ化もされ、話題となった。

## 作品リスト
- スーパーカブ（KADOKAWA、イラスト：博）全9巻